# Eilica mullaroo
Eilica mullaroo is een spinnensoort uit de familie van de bodemjachtspinnen (Gnaphosidae). De wetenschappelijke naam van de soort werd voor het eerst geldig gepubliceerd in 1988 door Norman I. Platnick.